# آی‌ان‌اس شارب (ال۱۷)
آی‌ان‌اس شارب (ال۱۷) (به انگلیسی: INS Sharabh (L17)) یک کشتی است که طول آن 83.9 m می‌باشد.